# Hindsville (Arkansas)
Hindsville est un village situé dans l’État américain de l'Arkansas, dans le comté de Madison.